# Arrondissement di Montbrison
L'arrondissement di Montbrison è un arrondissement dipartimentale della Francia situato nel dipartimento delle Loira, nella regione dell'Alvernia-Rodano-Alpi.

## Storia
Fu creato nel 1800, sulla base dei preesistenti distretti. Montbrison fu capoluogo del dipartimento fino al 1855.

## Composizione
L'arrondissement è diviso in 138 comuni raggruppati in 10 cantoni,  elencati di seguito:
- cantone di Boën-sur-Lignon
- cantone di Chazelles-sur-Lyon
- cantone di Feurs
- cantone di Montbrison
- cantone di Noirétable
- cantone di Saint-Bonnet-le-Château
- cantone di Saint-Galmier
- cantone di Saint-Georges-en-Couzan
- cantone di Saint-Jean-Soleymieux
- cantone di Saint-Just-Saint-Rambert